# P.S. I Love You (披头士歌曲)
《P.S. I Love You》是一首披头士乐队的歌曲，主作者为保罗·麦卡特尼（署名为列侬-麦卡特尼）。这首歌于1962年10月作为他们第一首单曲《Love Me Do》的B面发行，也被收录进他们1963年的专辑《Please Please Me》中。日后此曲也被收入披头士的合輯《Love Songs》中。

## 脚注
1. ↑  Harry 2000，第892頁.